# Лемхай (округ)
Ле́мхай (англ. Lemhi) — округ в штате Айдахо. Административным центром является город Салмон.

## История
Округ Лемхай был образован 9 января 1869 года. Название округ получил по форту Лемхай, основанном миссионерами мормонами и названном в свою очередь в честь короля Лимхай (англ. king Limhi) из Книги Мормона.

## Население
По состоянию на июль 2008 года население округа составляло 7 808 человек. С 2003 года население увеличилось на 53 человека, то есть на 0,68 %. Ниже приводится динамика численности населения округа.

## География
Округ Лемхи располагается в центральной части штата Айдахо. Площадь округа составляет 11 835 км², из которых 14 км² (0,12 %) занято водой.
|        | Айдахо | Равалли (шт. Монтана) | Биверхед (шт. Монтана) |  |
| Валли  | север  | Кларк                 |                        |  |
| Валли  | Лемхай | Кларк                 |                        |  |
| Валли  | юг     | Кларк                 |                        |  |
| Кастер | Бьютт  |                       |                        |  |

### Дороги
- — US 93
- — ID-28
- — ID-29

### Города округа
- Лиадор
- Салмон

### Достопримечательности и охраняемые природные зоны
- Национальный заказник Салмон-Чаллис (частично)
- Национальный заказник Салмон (частично)
- Национальный заказник Таргхи (частично)